# Felix Jablonowski
Alexander Felix Jablonowski herceg, (1808 – 1857) lengyel főnemesi származású császári és királyi katonatiszt, altábornagy.

## Élete
Felix Jablonowski 1808-ban született egy régi lengyel hercegi család sarjaként. Már fiatalon a katonai pályát választotta és belépett a császári és királyi hadsereg kötelékébe. Részt vett az 1848–49-es magyar forradalom és szabadságharc során végrehajtott osztrák hadműveletekben.
1849-ben Jablonowski már mint vezérőrnagy vett részt a téli hadjárat  ütközeteiben. 1849 tavaszán részt vesz Christian Götz tábornok mellett a váci ütközetben. Amikor az ütközetet vezető Götz tábornokot egy bombarepesz halálosan megsebesítette, Jablonowski vette át a parancsnokságot, de az időközben a hídon áttört, túlerőben lévő magyar erők elől kénytelen volt visszavonulni a városból. 
A háború után altábornaggyá léptették elő. Később az 57. gyalogezred ezredtulajdonosa is lett. 1857-ben halt meg, holtteste a bécsi Központi temetőben nyugszik.